# Piłka siatkowa na Światowych Wojskowych Igrzyskach Sportowych 2019
Piłka siatkowa na Światowych Wojskowych Igrzyskach Sportowych 2019 – zawody, które odbywały się w chińskim Wuhanie w dniach 16–26 października 2019 roku podczas igrzysk wojskowych. Turniej w piłce siatkowej był zmaganiem w halowej odmianie tej dyscypliny sportu i w wersji plażowej.

## Harmonogram
Legenda
|  | Faza grupowa |  | Faza pucharowa |  | Finał |

| Konkurencja       | 16 | 17 | 18 | 19 | 20 | 21 | 22 | 23 | 24 | 25 | 26 |
| Siatkówka halowa  |    |    |    |    |    |    |    |    |    |    |    |
| ----------------- | -- | -- | -- | -- | -- | -- | -- | -- | -- | -- | -- |
| – kobiet          |    |    |    |    |    |    | F  |    |    |    |    |
| – mężczyzn        |    |    |    |    |    |    |    |    |    |    | F  |
| Siatkówka plażowa |    |    |    |    |    |    |    |    |    |    |    |
| – kobiet          |    |    |    |    |    |    |    |    |    |    | F  |
| – mężczyzn        |    |    |    |    |    |    |    |    |    |    | F  |

## Uczestnicy

### Siatkówka halowa
Mężczyźni
W turnieju brało udział łącznie 10 reprezentacji, które zostało podzielone na dwie grupy po pięć drużyn. Każda drużyna grała ze wszystkimi innymi drużynami w grupie tzw. systemem kołowym (tj. każdy z każdym, po jednym meczu). Dwie pierwsze z każdej grupy awansowały do półfinałów. 3 i 4 drużyna z każdej grupy zagrały miejsce o 5–8.
Kobiety
W turnieju brało udział łącznie 8 drużyn, które w fazie grupowej zmagania toczyły systemem kołowym. Do fazy finałowej awansowały 2 najlepsze drużyny z każdej grupy. Przegrani grali w turnieju pocieszenia o miejsca 5-8.

### Siatkówka plażowa
Mężczyźni
Do rywalizacji przystąpiło 20 par, które rywalizowały w fazie grupowej w sześciu grupach eliminacyjnych. Grupy: A, B, C i E liczyły po 3 par zawodników, a grupa D i E po 4 pary. W każdej z nich zmagania toczyły się systemem kołowym. Do fazy pucharowej (1/8 finału) rozgrywek awansowały dwie najlepsze pary z każdej z grup oraz 4 z najlepszymi wynikami.
Kobiety
W turnieju brało udział łącznie 11 par, które w pierwszej rundzie rywalizowały w trzech grupach. W każdej z nich zmagania toczyły się systemem kołowym. Do fazy finałowej rozgrywek awansowały dwie najlepsze pary z każdej z grup oraz 2 z najlepszymi wynikami.

## Medaliści

### Siatkówka halowa
| Konkurencja           | Złoto | Srebro | Brąz |
| Kobiety (szczegóły)   | Brazylia · Amanda Francisco · Ellen Braga · Juliana Carrijo · Mariana Cassemiro · Sonaly Cidrão · Renata Colombo · Valquíria Dullius · Sassá · Priscila Heldes · Angélica Malinverno (c) · Carla Santos · Mayhara da Silva | Chiny · Chen Xintong · Duan Fang · Gao Yi · Huang Liuyan · Li Yingying · Liu Yanhan (c) · Ouyang Xixi · Wang Yunlu · Yang Junjing · Yang Yi · Yuan Xinyue · Zhou Yujie                                      | Korea Północna · Choe Pok-hyang · Choe Su-jong · Jong Jin-sim (c) · Jong Song-hui · Ju Un-hyang · Kim Hong-hwa · Kim Hyon-ju · Kim Un-jong · Pyon Rim-hyang · Ri Ra-hyang · Rim Hyang · Son Hyang-mi |
| Mężczyźni (szczegóły) | Chiny · Miao Ruantong · Jiang Chuan · Mao Tianyi (c) · Yuan Dangyi · Ma Xiaoteng · Tang Chuanhang · Zhong Weijun · Liu Libin · Du Haoyu · Wu Yiwen · Li Muzi · Zhang Zhejia                                                | Korea Południowa · Jung Su-yong · Jeong Seong-hyeon · Oh Jae-seong · Hwang Seung-bin (c) · Kim Sung-min · Kim Jae-hwi · Eom Yun-sik · Ahn Woo-jae · Bae In-ho · Kim Dong-hun · Ham Hyeong-jin · Heo Su-bong | Pakistan · Afaq Khan · Hamid Yazman · Anwar Khan · Mubashar Raza (c) · Farooq Haider · Asif Nadeem · Abu Zar · Muhammad Usman · Muhammad Yaseeni                                                     |

### Siatkówka plażowa
| Konkurencja           | Złoto                                | Srebro                         | Brąz                             |
| Kobiety(szczegóły)    | Wang Fan Xia Xinyi                   | Taiana Lima Talita Antunes     | Nadieżda Makroguzowa Daria Rudyk |
| Mężczyźni (szczegóły) | Bruno Oscar Schmidt Evandro Oliveira | Bennet Poniewaz David Poniewaz | Nouh Aljalbubi Mazin Alhashmi    |

## Klasyfikacja medalowa
* Gospodarz zawodów został zaznaczony tym kolorem.
| Miejsce           | Reprezentacja     | Złoto | Srebro | Brąz | Razem |
| 1                 | Brazylia          | 2     | 1      | 0    | 3     |
| 1                 | Chiny*            | 2     | 1      | 0    | 3     |
| 3                 | Korea Południowa  | 0     | 1      | 0    | 1     |
| 3                 | Niemcy            | 0     | 1      | 0    | 1     |
| 5                 | Korea Północna    | 0     | 0      | 1    | 1     |
| 5                 | Oman              | 0     | 0      | 1    | 1     |
| 5                 | Pakistan          | 0     | 0      | 1    | 1     |
| 5                 | Rosja             | 0     | 0      | 1    | 1     |
| Ogółem (8 państw) | Ogółem (8 państw) | 4     | 4      | 4    | 12    |

Źródło: